# Когаево (Ярославская область)
Когаево — деревня в Ярославском районе Ярославской области России. 
В рамках организации местного самоуправления входит в Туношенское сельское поселение; в рамках административно-территориального устройства относится к Лютовскому сельскому округу. 

## География
Расположена на берегу речки Шакша в 6 км к юго-западу от железнодорожной станции Лютово на линии Ярославль — Нерехта, в 12 км на юго-запад от центра поселения села Туношна и 24 км на юго-восток от южной границы Ярославля.

## История
К деревне примыкало село Никольское Салтыковых, в котором была церковь с двумя престолами Спаса Нерукотворного Образа и Страстной Божией Матери.
В конце XIX — начале XX века деревня являлась центром Никольской волости Ярославского уезда Ярославской губернии. В 1883 году в деревне было 55 дворов.
С 1929 года деревня входила в состав Лютовского сельсовета Ярославского района, в 1944 — 1959 годах — в составе Бурмакинского района, с 2005 года — в составе Туношенского сельского поселения.

## Население
| 1859 | 1883 | 2007 | 2010 |
| ---- | ---- | ---- | ---- |
| 373  | ↗374 | ↘4   | ↗9   |